# قم (تشناران)
قم (بالفارسية: قم) هي قرية تقع في قسم تشناران الريفي (مقاطعة تشناران) في إيران. يقدر عدد سكانها بـ 34 نسمة بحسب إحصاء 2016.